# Pont del Collet
El Pont del Collet o Pont de la Golarda és un pont del terme de Monistrol de Calders, a la comarca del Moianès, de la Catalunya Central.
Està situat a la sortida -o entrada- nord-oest del poble de Monistrol de Calders, damunt de la Golarda, a uns 50 metres a llevant d'on s'uneixen la Golarda i la riera de Sant Joan per formar el Calders. És molt a prop al nord-est del Pont del Tasar.
Deu el seu nom al lloc on es troba, conegut com a Collet: al seu sud-est hi ha el Collet i la Font del Collet.
És un pont de carreus de pedra, amb cinc arcs rebaixats, construït el 1904. Els pilars són atalussats i acaben amb una motllura. Modernament la calçada s'ha ampliat amb una mènsula.